# Bartolomeo Cerveri
Bartolomeo Cerveri (Savigliano, 1420 – Cervere, 21 aprile 1466) è stato un religioso italiano. Sacerdote dell'Ordine dei Frati Predicatori e inquisitore, fu ucciso dai valdesi ed è ritenuto martire; il suo culto come beato è stato confermato da papa Pio IX nel 1853.

## Biografia
Nato a Savigliano da nobile famiglia, abbracciò la vita religiosa nell'Ordine domenicano e l'8 maggio 1452 ottenne la licenza, il dottorato e l'incorporazione al collegio dei maestri e dei dottori dell'Università di Torino.
Fu più volte priore del convento di Savigliano e direttore dei monasteri femminili di Savigliano e Revello.
Nel 1459 fu nominato inquisitore di Piemonte e Liguria. In tal veste, nel 1466, mentre si recava a Cervere con due confratelli, fu assalito da una banda di cinque valdesi: uno dei compagni fu gravemente ferito, l'altro rimase incolume e Cerveri rimase ucciso, colpito al ventre da colpi di lancia.

## Il culto
Fu sepolto sotto l'altare maggiore della chiesa domenicana di Savigliano e, dopo la soppressione del convento, fu traslato in una tomba sotto l'altare maggiore della chiesa di Cervere. In vista della sua beatificazione, nel 1823 fu celebrata la ricognizione canonica delle sue spoglie alla presenza del vescovo di Fossano.
Papa Pio IX, con decreto del 22 settembre 1853, ne confermò il culto con il titolo di beato.
Il suo elogio si legge nel martirologio romano al 21 aprile.